# Pia Terfloth
Pia Maria Terfloth (* 26. April 2004 in Lennep) ist eine deutsche Handballspielerin, die in der Bundesliga für den TSV Bayer 04 Leverkusen aufläuft.

## Karriere

### Im Verein
Terfloth begann das Handballspielen bei der HG Remscheid. Nachdem sich im Jahr 2015 ihre Mädchenmannschaft bei der HG Remscheid aufgelöst hatte, schloss sie sich dem HSV Solingen-Gräfrath an. 2019 kam sie in die Jugend des TSV Bayer 04 Leverkusen und gewann hier 2021 die deutsche Vizemeisterschaft in der A-Jugend. Im November 2020 hatte sie ihr Bundesligadebüt gegen Neckarsulm, bei welchem sie 3 Tore erzielte. Ab der Saison 2022/23 erhielt sie ihren ersten Bundesligavertrag. Im Sommer 2025 wird sie zum Bergischen HC wechseln.

### In Auswahlmannschaften
Sie nahm mit der deutschen Jugend-Nationalmannschaft an der U17-Europameisterschaft 2021 teil und belegte dort den 2. Platz. 2022 nahm sie an der U18-Weltmeisterschaft teil. Im Dezember 2022 wurde sie für einen Lehrgang der A-Nationalmannschaft nominiert. Im Jahr 2023 belegte sie mit der Juniorinnen-Nationalmannschaft den elften Platz bei der U-19-Europameisterschaft.